# Ara szafirowa
Ara szafirowa (Ara glaucogularis) – gatunek dużego ptaka z rodziny papugowatych (Psittacidae), podrodziny papug neotropikalnych (Arinae). Występuje endemicznie w północnej Boliwii. Krytycznie zagrożony wyginięciem.

## Taksonomia
Po raz pierwszy gatunek opisał Roberto Dabbene w 1921. Nowemu gatunkowi nadał nazwę Ara glaucogularis. Nazwa jest obecnie akceptowana przez Międzynarodowy Komitet Ornitologiczny (IOC). Uznaje on arę szafirową za gatunek monotypowy. Klasyfikacja gatunku nie jest jasna, głównie dlatego, że do lat 90. XX wieku ara szafirowa była znana ornitologom jedynie z niewoli. Uznawana była za nietypowe ararauny (A. ararauna). Później okazało się jednak, że miejscami są to gatunki sympatryczne, a ich przedstawiciele nie krzyżują się ze sobą.

## Morfologia

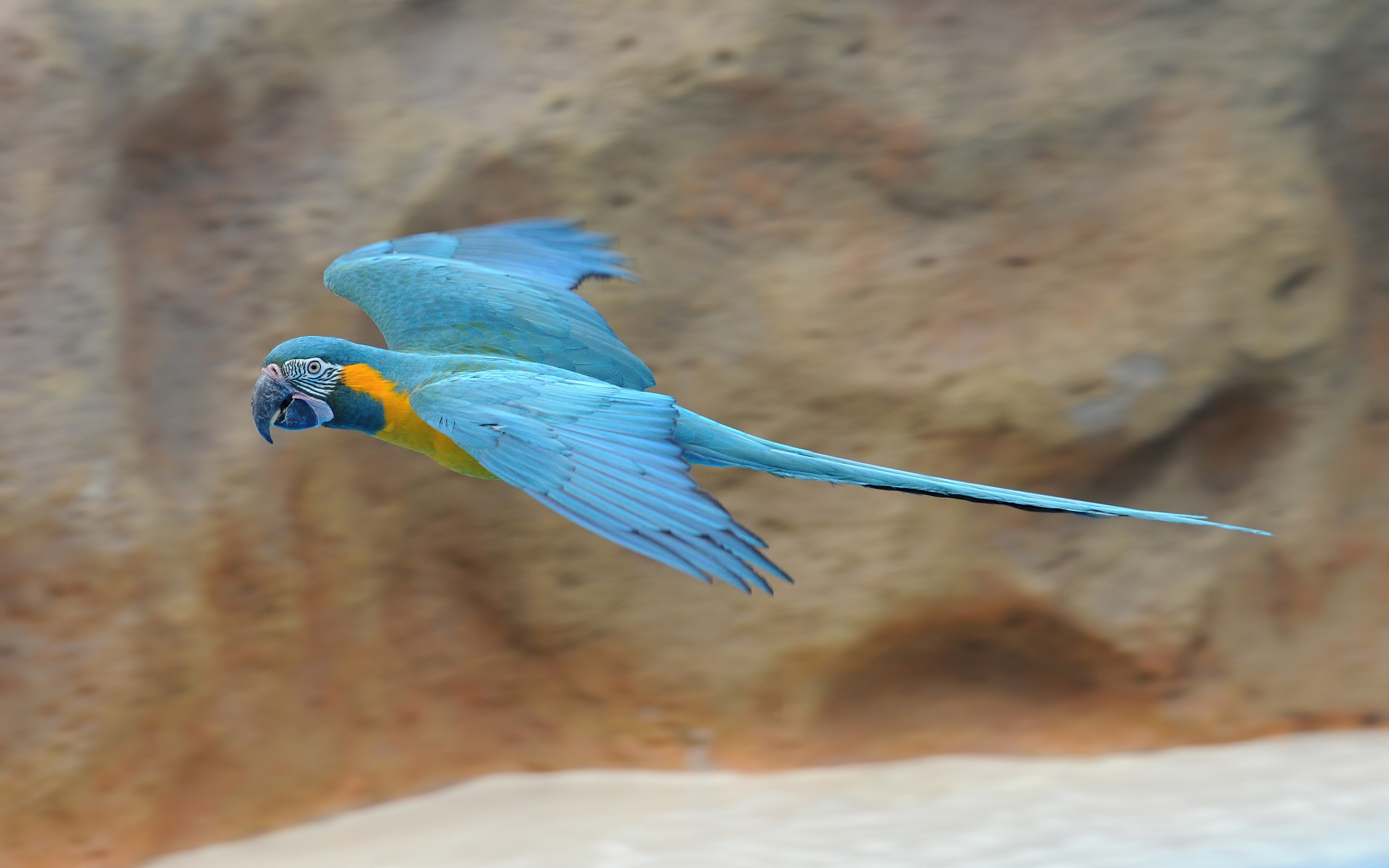
Ara szafirowa w locie

Długość ciała wynosi około 85 cm, masa ciała 600–800 g. Wyglądem ary szafirowe bardzo przypominają ararauny. Ciemię, grzbiet, gardło i wierzch skrzydeł oraz ogona są turkusowe. Wchodzący między niebieskie gardło i ciemię pas ma barwę żółtą, podobnie jak reszta spodu ciała. U nasady ciemnego dzioba dostrzec można nagą skórę, na której znajduje się 5 lub 6 pasów niebieskich piór. Ich rozmieszczenie jest cechą indywidualną, może być używane do rozpoznawania poszczególnych osobników.

## Zasięg występowania
Ary szafirowe zamieszkują północną Boliwię na wschód od rzeki Mamoré, w ekoregionie Llanos de Moxos. Zależnie od miejsca występowania można wyróżnić dwie subpopulacje, północną i południową.

## Ekologia i zachowanie
Ary szafirowe zamieszkują lasy, w tym lasy galeriowe. Żywią się miąższem owoców palm Attalea i Acrocomia. Palmy Attalea phalerata są głównym źródłem pokarmu dla wszystkich ar zamieszkujących ten region. Ptaki te najczęściej przebywają w parach, obserwuje się również małe grupy (7–9 osobników).

### Lęgi
Zniesienia przypadają na okres od sierpnia do grudnia, czyli na koniec pory suchej. Ary szafirowe gniazdują w dziuplach drzew. Składają od 1 do 3 jaj. Samica wysiaduje je sama przez około 26 dni. Po wykluciu pisklęta ważą blisko 18 g. Są w pełni opierzone po 13–14 tygodniach życia. Dojrzałe płciowo stają się w wieku 5 lat.

## Status
IUCN uznaje arę szafirową za gatunek krytycznie zagrożony wyginięciem (CR, Critically Endangered) nieprzerwanie od 2000. Wcześniej, w latach 1994 i 1996, klasyfikowana była jako zagrożona (EN, Endangered). W 2020 liczebność populacji szacowano na 312–455 osobników (czyli około 208–303 osobników dorosłych). Dawniej poważnym zagrożeniem dla tych papug był legalny i nielegalny odłów z przeznaczeniem na handel jako ptak klatkowy w obrębie Boliwii, jak i poza nią. Po 1984 problem ten stracił na znaczeniu. Wszystkie znane miejsca rozrodu położone są na prywatnych farmach, gdzie wypala się łąki i wycina drzewa, co pozbawia ary szafirowe miejsc do wyprowadzenia lęgów. Do innych zagrożeń należy również konkurencja o dziuple z innymi arami, tukanami, nietoperzami i dużymi dzięciołami. Niepokojenie ar przez inne ptaki i ssaki, w tym ludzi, może zmniejszać powodzenie w lęgach.
Ara szafirowa jest wymieniona w Załączniku I konwencji waszyngtońskiej (CITES).